# نابرابری برادران مارکوف
در ریاضیات، نابرابری برادران مارکوف (انگلیسی: Markov brothers' inequality) در دهه ۱۸۹۰ توسط برادران آندری مارکوف و ولادیمیر مارکوف که دو برادر ریاضیدان روس بودند، ثابت شد. این نابرابری، بیشینه مشتق یک چند جمله‌ای در یک محدوده خاص، برای حداکثرسازی آن چند جمله‌ای را اثبات می‌کند. برای k = 1 که توسط آندره مارکوف تعریف شده‌است و برای k = 2,3,... توسط برادرش ولادیمیر مارکوف تعریف شده‌است.

## تعریف
اگر P یک چندجمله‌ای با درجهٔ ≤ n باشد برای همهٔ اعداد غیر منفی {\displaystyle k} داریم:
{\displaystyle \max _{-1\leq x\leq 1}|P^{(k)}(x)|\leq {\frac {n^{2}(n^{2}-1^{2})(n^{2}-2^{2})\cdots (n^{2}-(k-1)^{2})}{1\cdot 3\cdot 5\cdots (2k-1)}}\max _{-1\leq x\leq 1}|P(x)|.}
تساوی برای  چندجمله‌ای چبیشف از نوع اول به دست می‌آید.

## کاربرد
نابرابری برادران مارکوف برای به دست آوردن حدهای کمتر نظریه پیچیدگی محاسباتی مورد استفاده قرار می‌گیرد که به آن روش چندجمله‌ای می‌گویند.